# گالف اویل

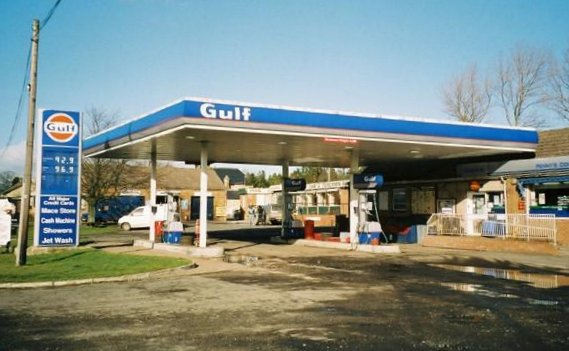
پمپ بنزین با نام تجاری گالف اویل

گالف اویل (به انگلیسی: Gulf Oil) شرکت نفتی آمریکایی بود، که در سال ۱۹۰۱ توسط خانواده ملون تأسیس شد‌. این شرکت از ابتدای دهه ۱۹۱۰ تا دهه ۱۹۸۰ میلادی، به‌عنوان یکی از بزرگترین شرکت‌های نفتی جهان شناخته می‌شد. در سال ۱۹۴۱ به‌عنوان هشتمین شرکت بزرگ ایالات متحده انتخاب شد. در ۱۹۷۹ نیز در فهرستی تحت عنوان هفت خواهران نفتی جای گرفت.
در سال ۱۹۸۴ شرکت‌های نفتی استاندارد اویل کالیفرنیا و گالف اویل با هم ادغام شدند، که در زمان خود، بزرگترین ادغام میان شرکت‌ها در تاریخ ایالات متحده آمریکا محسوب می‌شد.
با تغییر نام استاندارد اویل کالیفرنیا به شِوْرون، این شرکت، مالک تمامی شرکت‌های تابعه گالف اویل نیز شد. در طول سال‌های بعد، تعدادی از این شرکت‌های تابعه توسط شورون فروخته شد. همچنین تعدادی از پمپ بنزین‌ها و چند پالایشگاه متعلق به گالف اویل که در شرق ایالات متحده قرار داشتند نیز توسط شورون به فروش رفت.
در حال حاضر شرکت گالف اویل از شرکت‌های زیرمجموعه شورون محسوب می‌شود و دفتر مرکزی آن در "برج گالف اویل"، در شهر پیتسبورگ، پنسیلوانیا مستقر می‌باشد.